# Raimondo D'Inzeo
Raimondo D'Inzeo (Poggio Mirteto, Itàlia, 2 de febrer de 1925 − Roma, 15 de novembre de 2013) va ser un genet italià, guanyador de sis medalles olímpiques.

## Biografia
Va néixer el 8 de febrer de 1925 a la ciutat de Poggio Mirteto, població situada a la província de Rieti. És germà del també genet i medallista olímpic Piero D'Inzeo.

## Carrera esportiva
Especialista en el concurs de salts va participar, als 23 anys, en els Jocs Olímpics d'Estiu de 1948 celebrats a Londres (Regne Unit), on va finalitzar trentè a la prova individual i no pogué finalitzar la prova per equips. En els Jocs Olímpics d'Estiu de 1952 realitzats a Hèlsinki (Finlàndia) finalitzà setè en la prova individual de salts, no participant en la prova per equips. En els Jocs Olímpics d'Estiu de 1956 realitzats a Melbourne (Austràlia), si bé les proves eqüestres es realitzaren a Estocolm (Suècia), va aconseguir guanyar dues medalles de plata en les proves individual i per equips amb el cavall Merano. En els Jocs Olímpics d'Estiu de 1960 realitzats a Roma (Itàlia) aconseguí guanyar la medalla d'or en la prova individual de salts i la medalla de bronze en la prova per equips amb el cavall Posillipo, amb el qual també participà en els Jocs Olímpics d'Estiu de 1964 realitzats a Tòquio (Japó), on revalidà la medalla de bronze per equips i finalitzà onzè en la prova individual. En els Jocs Olímpics d'Estiu de 1968 celebrats a Ciutat de Mèxic (Mèxic) finalitzà cinquè en la prova per equips, guanyant així un diploma olímpic, i vint-i-sisè en la prova individual. Posteriorment participà en els Jocs Olímpics d'Estiu de 1972 realitzats a Múnic (Alemanya Occidental), on aconseguí una nova medalla de bronze en la prova per equips i finalitzà vint-i-dosè en la prova individual amb el cavall Fiorello. En els Jocs Olímpics d'Estiu de 1976 realitzats a Mont-real (Canadà), els seus vuitens i últims Jocs, finalitzà novè en la prova per equips i dotzè en la prova individual.
Al llarg de la seva carrera ha guanyat quatre medalles en el Campionat del Món de salt a cavall, entre elles dues medalles d'or, així com vuit torneigs internacionals de salts.